# Templo de Guadalajara (México)
El Templo de Guadalajara, México es uno de los templos construidos y operados por La Iglesia de Jesucristo de los Santos de los Últimos Días, el número 105 construido por la Iglesia y el número 11 de México, ubicado en el municipio de Zapopan al noroeste de la Zona Metropolitana de Guadalajara.

## Historia
Los templos de La Iglesia de Jesucristo de los Santos de los Últimos Días son construidos con el fin de proveer ordenanzas y ceremonias consideradas sagradas para sus miembros y para quienes son necesarias para la salvación individual y la exaltación familiar. La doctrina SUD de los templos tiene su origen en 1832, dos años después de la organización de la iglesia, cuando su fundador y primer profeta José Smith recibiera lo que es considerada en el movimiento de los Santos de los Últimos Días como una revelación divina en la que el Señor Jesús le refiriera el deseo de la construcción de templos. En 1836 Smith y la iglesia completaron el templo de Kirtland, el primer templo SUD, en la ciudad de Kirtland, Ohio.
El primer templo en México fue el templo de la Ciudad de México, dedicado en 1983. Desde entonces la iglesia mormona ha crecido considerablemente en el país.

## Construcción
En la conferencia general de la iglesia de Jesucristo de los Santos de los Últimos Días, el 14 de abril de 1999, el entonces presidente de la iglesia, Gordon B. Hinckley anunció los planes de construir un templo en Guadalajara. Aunque ya existían para ese entonces 11 templos dedicados en México, el templo de Guadalajara sirve a unos 60.000 miembros congregados en 16 estacas de la iglesia en el oeste de México, incluyendo el resto del estado de Jalisco, Aguascalientes, Durango, Irapuato, León, Mazatlán, Puerto Vallarta y Zacatecas.
El templo de Guadalajara fue construido con las mismas especificaciones de los templos de menor tamaño construidos a fines del siglo XX para llegar a un total de 100 templos para 2000. El primero de tales templos fue el Templo de Monticello (Utah), construido en un pueblo de unos 2 mil habitantes ubicado en la esquina sudeste del estado de Utah. El templo de Guadalajara es el número 37 construido con estas especificaciones de menor tamaño alrededor del mundo y el número 105 en operaciones de la iglesia, superando la meta de 100 templos antes del cierre del 2000 y el tercero en ser dedicado en el año 2001.

## Dedicación
La ceremonia de la palada inicial para el templo en Guadalajara ocurrió en el 12 de junio de 1999. El Templo de Guadalajara fue luego dedicado para sus actividades eclesiásticas en cuatro sesiones, el 29 de abril de 2001, por Gordon B. Hinckley al que asistieron unos 6500 miembros de la iglesia. Anterior a ello, del 14-20 de abril de ese mismo año, la iglesia permitió un recorrido público de las instalaciones y del interior del templo al que asistieron unas 13 mil personas.

## Características
Al igual que otros 35 templos, el templo de Guadalajara tiene 10 700 pies cuadrados (994,1 m²) de construcción. Cuenta con dos salones para dichas ordenanzas SUD y dos salones de sellamientos matrimoniales. La arquitectura es una adaptación moderna de un diseño clásico de un pináculo, construido en mármol Blanco Guardiano proveniente de Torreón.